# Гайді Айстерленер
Гайді Айстерленер (нім. Heidi Eisterlehner; 25 жовтня 1949 — 15 травня 2025) — німецька тенісистка.
Найвищу одиночну позицію світового рейтингу — 155 місце досягла 20 червня 1983 року.
Найвищим досягненням на турнірах Великого шолома був чвертьфінал в одиночному розряді.

## Фінали Туру WTA

### Одиночний розряд (0–1)
| Результат | W–L | Дата     | Турнір                                   | Покриття | Суперниці   | Рахунок  |
| --------- | --- | -------- | ---------------------------------------- | -------- | ----------- | -------- |
| Поразка   | 0–1 | Тра 1977 | Відкритий чемпіонат Німеччини, Німеччина | Ґрунт    | Лора Дюпонт | 1–6, 4–6 |

### Парний розряд (0–2)
| Результат | W–L | Дата         | Турнір                          | Покриття | Партнерка       | Суперниці                         | Рахунок       |
| --------- | --- | ------------ | ------------------------------- | -------- | --------------- | --------------------------------- | ------------- |
| Поразка   | 0–1 | грудень 1975 | Sydney International, Австралія | Трава    | Гельга Мастгофф | Івонн Гулагонг-Коулі Гелен Гурлей | 3–6, 6–4, 3–6 |
| Поразка   | 0–2 | липень 1976  | Gastein Ladies, Австрія         | Ґрунт    | Катя Еббінгаус  | Гелена Анліот Міммі Вікстедт      | 4–6, 6–2, 5–7 |